# Eldar Hadžimehmedović
Eldar Hadžimehmedović (* 10. září 1984, Tuzla, Jugoslávie) je bosenský fotbalový útočník a bývalý mládežnický reprezentant. Je aktuálním držitelem rekordu v počtu vstřelených branek za zápas jedním fotbalistou ve všech evropských pohárových soutěžích – v utkání předkola Poháru UEFA 2003/04 28. srpna 2003 vstřelil 6 gólů do sítě faerského klubu NSÍ Runavík.

## Klubová kariéra
Rodák z jugoslávské Tuzly (dnešní Bosna a Hercegovina) se dostal do Norska ve svých dvanácti letech. Zde hrál za kluby Bærum SK, FK Lyn, Strømsgodset IF, Pors Grenland, Modum FK, Lørenskog IF, Raufoss IL a Brumunddal.
V dresu norského FK Lyn se mu povedl mimořádný počin, v utkání předkola Poháru UEFA 2003/04 28. srpna 2003 nasázel šest gólů do sítě faerského klubu NSÍ Runavík, což je aktuálně rekord v počtu vstřelených branek jedním fotbalistou v jednom utkání ve všech evropských pohárových soutěžích. Zápas skončil výsledkem 6:0 pro domácí Lyn, Hadžimehmedović skóroval třikrát v prvním a třikrát ve druhém poločase. Další góly nepřidal, neboť byl v 70. minutě střídán.

## Reprezentační kariéra
Eldar Hadžimehmedović hrál za bosenské reprezentační výběry U19 a U21.